# Spielmais
Spielmais ist ein natürliches Spielzeug zum Basteln. Es wird auf der Basis von Maisgrieß und Wasser hergestellt, entspricht damit gefärbter Thermoplastischer Stärke aus dem Grundmaterial Mais. Die Klebewirkung verdankt sich dem Effekt der Verkleisterung (siehe Kleister).

## Produkte
- Playmais: Bastelprodukt des Unternehmens Loick AG und des Unternehmers Hubert Loick. Seit 8. Oktober 2001 besteht in Europa Markenschutz für das Wort Playmais[1].
- Magic Corn: Bastelprodukt des Unternehmens Castle & Kite Pty Ltd.[2]